# ماروماندرای
ماروماندرای (انگلیسی: Maromandray) یک منطقهٔ مسکونی در ماداگاسکار است که در ناحیه ماندوتو واقع شده‌است.